# サミュエル・ハンター・クリスティー
サミュエル・ハンター・クリスティー（Samuel Hunter Christie、1784年3月22日 – 1865年1月24日）は、イギリスの科学者。

## 概要
トリニティ・カレッジ在学中の1805年にスミス賞を授与された。
電磁気学の実験を行い、1822年にピーター・バーロー(Peter Barlow)と共にバーロー・ホイールと呼ばれる初期のモーターを発明した。1826年には王立協会フェローに推挙され、1833年に同協会からベーカリアン・メダルを受賞した。また同年にはホイートストンブリッジを発明した。これは1843年にチャールズ・ホイートストンによって広められた。 